# Lygia Bojunga Nunes
Lygia Bojunga Nunes (Pelotas, 26 de agosto de 1932) es una escritora brasileña de literatura infantil y juvenil. 
El 26 de agosto de 1932 nació en la ciudad de Pelotas, Río Grande del Sur, Lygia Bojunga Nunes, una escritora brasileña cuyas obras, en su mayoría, están dirigidas hacia el público infantojuvenil.
A lo largo de su vida, esta autora que, a los ocho años de edad, se instaló junto a su familia en Río de Janeiro, no sólo se dedicó a crear y a publicar textos, sino que también desarrolló estudios universitarios vinculados a la Medicina, perteneció a un grupo de teatro itinerante donde dejó en evidencia sus dotes artísticas, tradujo piezas teatrales y sumó experiencia como redactora tanto en el plano televisivo como en el radial. Finalmente, como la realidad se encargó de demostrar, Lygia decidió dejar de lado todas esas actividades para poder dedicarse por completo a la literatura.
Su popularidad y éxito como escritora estuvieron respaldados con libros como «Los compañeros» (novela galardonada en el concurso de Literatura Infantil organizado por el Instituto Nacional del Libro de Brasil y el premio Jabuti que concede la Cámara Brasileña del Libro), «Angélica» (relato distinguido con el Premio al Mejor Libro para Niños y el Gran Premio de la Asociación Paulista de Críticos de Arte), «La casa de la madrina», «Corda bamba», «El sofá estampado» y «El bolso amarillo», una serie de libros que, en su conjunto, la hicieron merecedora, en 1982, del prestigioso premio Hans Christian Andersen, reconocimiento al que, décadas más tarde, se le sumaría el premio sueco Astrid Lindgren.
Además de los títulos citados (muchos de los cuales han sido traducidos a una gran cantidad de idiomas, tales como el inglés, el vasco, el hebreo, el búlgaro, el italiano, el sueco y el noruego), la producción literaria de Lygia Bojunga Nunes también incluye obras como «Mi amigo el pintor», «Juntos los tres», «Adiós», «Paisaje», «Hecho a mano», «Seis veces Lucas» y «El abrazo», entre otras.

## Obras
- Los Colegas - 1972
- La cuerda floja - 1981
- ¡Chao! - 1984
- El sofá estampado - 1980
- El bolso amarillo - 1976
- Mi amigo el pintor - 1982
- Mi amigo el pintor- 1986
- Adiós 1987
- Juntos los tres- 1989
- Angélica - 1994
- Seis veces lucas - 1996
- El abrazo - 2003
- Hecho a mano - 2008
- Paisaje - 2012